# ウクライナ・ブラジル中央会
ウクライナ・ブラジル中央会（宇: Україно-бразильська центральна репрезентація[ред. ）は、ブラジルに移住したウクライナ人社会を代表する非政治的な組織である。

## 歴史
ウクライナ人のブラジルへの移民は、大きく三つの時期に分けることができる。最初は19世紀の最後の四半期で、次は第一次世界大戦と第二次世界大戦の間、そして第二次世界大戦後の期間である。

## 脚註